# Kyren Williams
Kyren Lawrence Williams (geboren am 26. August 2000 in St. Louis, Missouri) ist ein US-amerikanischer American-Football-Spieler auf der Position des Runningbacks. Er spielte College Football für die University of Notre Dame und wurde im NFL Draft 2022 in der fünften Runde von den Los Angeles Rams ausgewählt.

## College
Williams besuchte die St. John Vianney High School in seiner Heimatstadt St. Louis, Missouri. Ab 2019 ging Williams auf die University of Notre Dame, um College Football für die Notre Dame Fighting Irish zu spielen. Dort spielte er zunächst keine Rolle und absolvierte ein Redshirtjahr, in dem er in vier Spielen lediglich vier Läufe verzeichnete. Dank starker Leistungen in der Saisonvorbereitung seines zweiten Jahres am College konnte Williams sich aber als Stammspieler für die Saison 2020 empfehlen und wurde vor Saisonbeginn zum Starter ernannt.
In seinem ersten Spiel als Starter für die Fighting Irish erlief Williams gegen die Duke Blue Devils 112 Yards und zwei Touchdowns, zudem fing er zwei Pässe für 93 Yards. Insgesamt verzeichnete Williams in der Saison 2020 insgesamt 211 Läufe für 1125 Yards und 13 Touchdowns, zudem fing er 35 Pässe für 313 Yards und einen Touchdown. Er wurde als Offensive Rookie of the Year in der Atlantic Coast Conference (ACC) ausgezeichnet. In der Saison 2021 verzeichnete er 1002 erlaufene Yards und 14 Touchdowns sowie 42 gefangene Pässe für 359 Yards und 3 Touchdowns. Nach der Saison 2021 gab Williams seine Anmeldung für den NFL Draft bekannt.

## NFL
Williams wurde im NFL Draft 2022 in der fünften Runde an 164. Stelle von den Los Angeles Rams ausgewählt. Zu Beginn der Saisonvorbereitung brach Williams sich einen Fuß, weswegen er einen Teil der Vorbereitung verpasste. Bei seinem NFL-Debüt gegen die Buffalo Bills wurde Williams als Kick Returner eingesetzt. Er zog sich direkt zu Beginn des Spiels beim Kickoff eine Knöchelverletzung zu, wegen der er die nächsten zwei Monate ausfiel. Nach seiner Rückkehr sah Williams vor allem von Woche 10 bis 12 mehr Einsatzzeit, bevor Starter Cam Akers infolge verbesserter Leistungen wieder deutlich häufiger eingesetzt wurde. Insgesamt erlief Williams als Rookie 139 Yards bei 35 Versuchen und fing neun Pässe für 76 Yards.
In sein zweites Jahr in der NFL, die Saison 2023, ging Williams als zweiter Runningback der Rams hinter Akers. Am ersten Spieltag der Saison 2023 erlief Williams beim Sieg gegen die Seattle Seahawks seine ersten beiden Touchdowns in der NFL. In Woche 2 war er erstmals Starter bei den Rams, da Akers wegen Wechselgerüchten nicht im Kader stand. Erneut erzielte Williams zwei Touchdowns, im Laufspiel verzeichnete er 52 Yards und einen Touchdown, zudem fing er sechs Pässe für 48 Yards und einen Touchdown. Nach dem Trade von Akers zu den Minnesota Vikings blieb Williams dauerhaft Starter, verzeichnete am vierten Spieltag sein erstes Spiel mit über 100 Rushing-Yards und erlief am sechsten Spieltag gegen die Arizona Cardinals 158 Yards. In diesem Spiel verletzte er sich am Knöchel und verpasste daher die nächsten vier Spiele. Am 12. Spieltag wurde Williams für seine Leistung im Rückspiel gegen die Cardinals als NFC Offensive Player of the Week ausgezeichnet. Dabei erlief er 143 Yards bei 16 Läufen und fing sechs Pässe für 61 Yards und zwei Touchdowns. Williams erreichte als erster Runningback der Rams seit Todd Gurley 2018 die 1000-Yards-Marke. Er erlief in 12 Spielen 1144 Yards und 12 Touchdowns, mit 95,3 Yards pro Spiel verzeichnete er den höchsten Wert in dieser Saison. Williams wurde in den Pro Bowl sowie zum second-team All-Pro gewählt.

### NFL-Statistiken
| Saison                             | Team  | Spiele | Spiele | Rushing | Rushing | Rushing | Rushing | Rushing | Receiving | Receiving | Receiving | Receiving | Receiving | Fumbles | Fumbles |
| Saison                             | Team  | GP     | GS     | Att     | Yds     | Avg     | Lng     | TD      | Rec       | Yds       | Avg       | Lng       | TD        | Fum     | Lost    |
| ---------------------------------- | ----- | ------ | ------ | ------- | ------- | ------- | ------- | ------- | --------- | --------- | --------- | --------- | --------- | ------- | ------- |
| 2022                               | LAR   | 10     | 0      | 35      | 139     | 4,0     | 17      | 0       | 9         | 76        | 8,4       | 15        | 0         | 0       | 0       |
| 2023                               | LAR   | 12     | 11     | 228     | 1.144   | 5,0     | 56      | 12      | 32        | 206       | 6,4       | 24        | 3         | 3       | 2       |
| 2024                               | LAR   | 16     | 16     | 316     | 1.299   | 4,1     | 30      | 14      | 34        | 182       | 5,4       | 26        | 2         | 5       | 5       |
| Total                              | Total | 38     | 27     | 579     | 2.582   | 4,5     | 56      | 26      | 75        | 464       | 6,2       | 26        | 5         | 8       | 7       |
| Quelle: pro-football-reference.com |       |        |        |         |         |         |         |         |           |           |           |           |           |         |         |